# 洛桑學派
洛桑學派（英語：Lausanne School），亦被稱為數理學派（英語：Mathematical School），是指新古典學派中，以瓦爾拉斯和帕累托為首的經濟理論和思想。该学派以洛桑大学命名，瓦尔拉斯和帕累托都在该大学担任教授。洛桑學派的主要特點為其對經濟學裡一般均衡理論的貢獻和發展。

## 背景
洛桑学派一词最早是由数学家赫尔曼·洛朗在他的文章《关于数学政治经济学的小论文》（法語：Petit traite d'economie politique mathematique）中创造的。洛桑学派的核心特点是发展了一般均衡理论，洛朗的文章提出了这一理论的简化版本。
洛桑学派与基于帕累托的意大利学派和帕累托学派有关。意大利经济史学家采纳了路易吉·伊諾第的描述，将意大利洛桑学派称为“意大利学派”。该学派与阿尔弗雷德·马歇尔的区别在于，它坚持同时考虑经济所有部分的相互作用的必要性，以便可以理解其中任何部分发生的行为。另一方面，马歇尔更喜欢用数学作为工具来解决经济问题，而不是通过口头推理的过程提出解决方案。
洛桑学派试图回答一个经济体的福利是否可以衡量的问题。其理论家如瓦尔拉斯提出，可以通过一种称为“交换正义”的概念来实现这一点，该概念要求所有交易者面对给定产品的相同价格，价格不变。据说这种自由竞争会产生“最大福利”，从而可以对福利问题进行有效评估。汉斯·梅耶尔反对洛桑学派，理由是它的假设是不切实际的，并且一种商品的效用不能被衡量、无限分割，也不能无限期地替代。

## 外部連結
- The Lausanne School ("Walrasians")